# 紀元前65年
紀元前65年（きげんぜん65ねん）は、ローマ暦の年である。

## 他の紀年法
- 干支 : 丙辰
- 日本
  - 崇神天皇33年
  - 皇紀596年
- 中国
  - 前漢 : 元康元年
- 朝鮮
  - 檀紀2269年
- 仏滅紀元 : 479年
- ユダヤ暦 : 3696年 - 3697年

## できごと

### ローマ
- 外国人による違法なローマ市民権運動への対策として、元老院は、全ての外国人をローマ帝国から追放するLex Papia法を制定した。
- アルメニアのティグラネス2世はグナエウス・ポンペイウスに敗れて捕らえられた。

## 誕生
- 12月8日 - ホラティウス：古代ローマの詩人（紀元前8年没）
- ガイウス・アシニウス・ポッリオ：古代ローマの詩人（4年没）